# Орієнтовано-стружкова плита

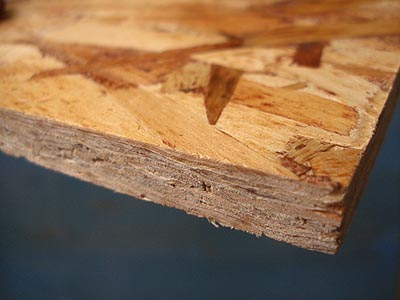

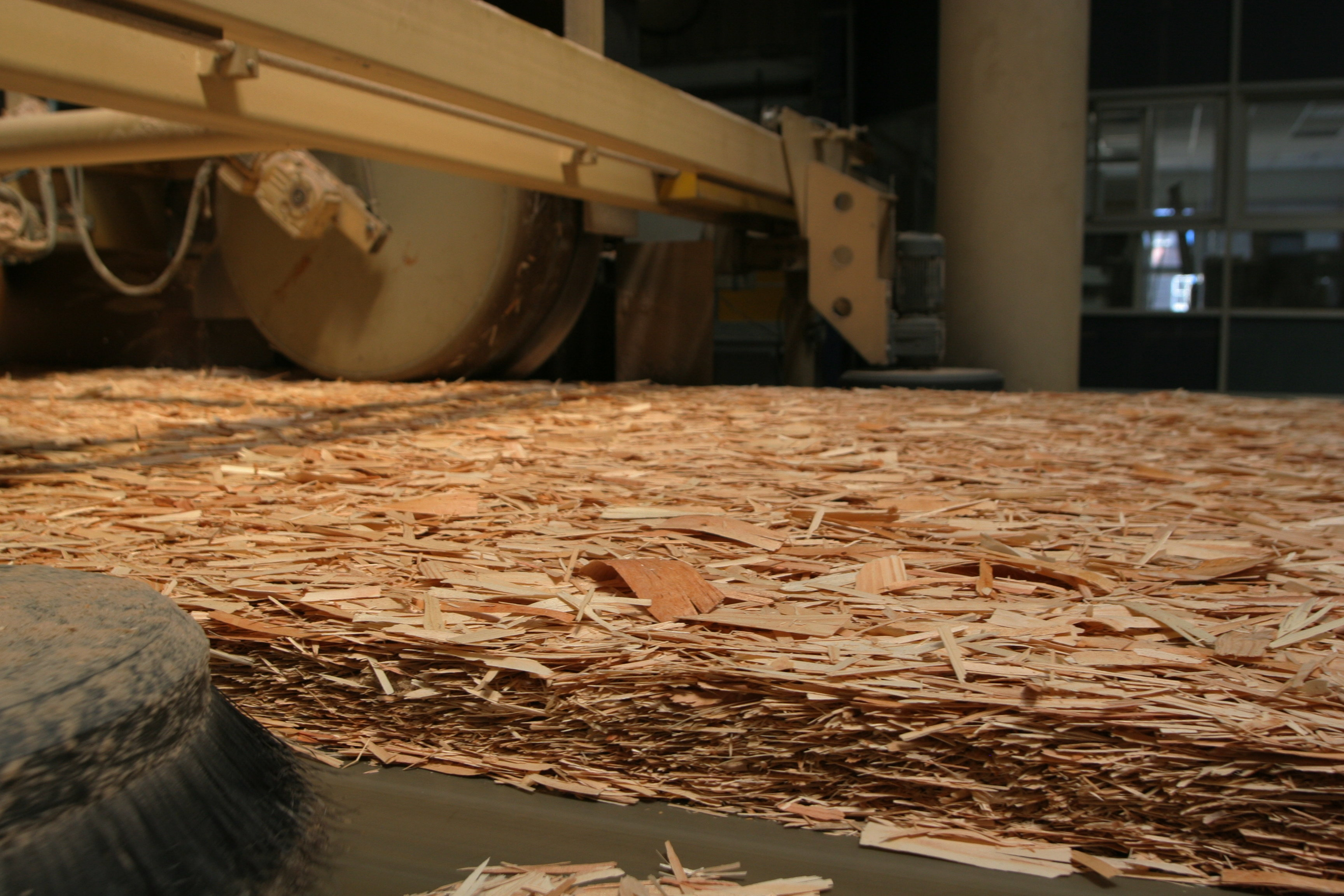
Пакет ОСП перед пресуванням та склеюванням

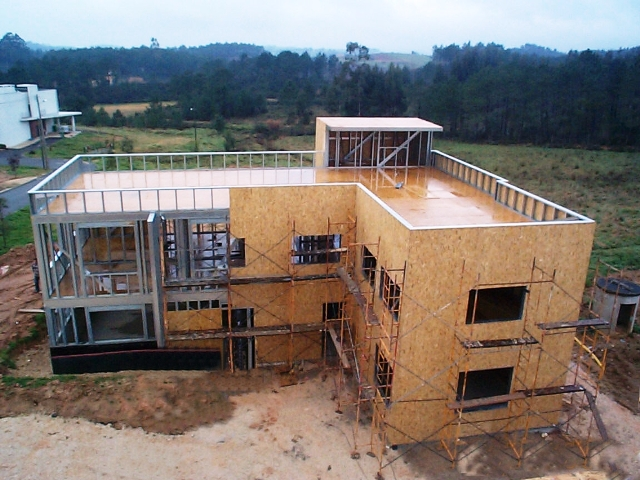
Будівля з ОСП

Орієнтовано-стружкова плита (ОСП, часто ОСБ — від англ. oriented strand board чи OSB) — багатошаровий (3-4 шари) листовий композитний матеріал, що складається з деревинної стружки, склеєної різними смолами з додаванням синтетичного воску і борної кислоти. Стружка в шарах плити має орієнтацію: в зовнішніх — поздовжню, у внутрішніх — поперечну.

## Розміри
- Товщина: 6-22 мм
- Довжина: 2,5 м
- Ширина: 1,25 м

## Класифікація
- OSB-1 — для використання в умовах низької вологості (меблі, обшивка, упаковка)
- OSB-2 — для виготовлення несучих конструкцій в сухих приміщеннях
- OSB-3 — для виготовлення несучих конструкцій в умовах підвищеної вологості
- OSB-4 — для виготовлення конструкцій, що працюють в умовах значних механічних навантажень в умовах підвищеної вологості

За покривом ОСП поділяють на:
- Лаковані — покриті лаком з одного боку
- Ламіновані — покриті ламінатом (зокрема — під багаторазову опалубку для бетонних робіт: кількість циклів — до 50)
- Шпунтовані — плита з обробленими краями з 2-х, або 4-х сторін, для укладання поверхні за площею. Плита яка має кріплення «шип-паз» з боків, які дозволяють провести швидкий монтаж і посилити загальну міцність конструкції.